# Ptilinopus coronulatus
Ptilinopus coronulatus là một loài chim trong họ Columbidae.